# In medias res
In medias res és una locució llatina que significa «enmig de l'assumpte» i es refereix a una història que es comença a narrar en un moment àlgid, per després retrocedir i explicar els precedents i concloure més endavant, en oposició a les narracions ab ovo, que s'expliquen des del començament i per ordre cronològic. Els textos in medias res exigeixen salts en el temps i augmenten el suspens, en començar per un conflicte o moment rellevant. L'expressió va néixer a la poètica d'Horaci.